# Rancio Valcuvia
Pour les articles homonymes, voir Valcuvia.
Rancio Valcuvia est une commune italienne de la province de Varèse dans la région Lombardie en Italie.

## Toponyme
Rancio provient du Lombard rans (it:rancido) : lié à l'humidité du sol. Le nom spécifique fait référence à la vallée dans laquelle il surgit.

## Administration
| Période                                  | Période  | Identité       | Étiquette | Qualité |
| ---------------------------------------- | -------- | -------------- | --------- | ------- |
| 8/6/2009                                 | En cours | Claudio Ciceri |           |         |
| Les données manquantes sont à compléter. |          |                |           |         |

### Hameaux
Cantevria, Ronchetto, Il Casone, Valcanasca, Sass Merèe